# إيدا كوكس
إيدا كوكس (بالإنجليزية: Ida Cox)‏ هي مغنية أمريكية، ولدت في 25 فبراير 1896 في توكوا في الولايات المتحدة، وتوفيت في 10 نوفمبر 1967 في نوكسفيل في الولايات المتحدة بسبب سرطان.

## وصلات خارجية
- إيدا كوكس على موقع ميوزك برينز (الإنجليزية)
- إيدا كوكس على موقع قاعدة بيانات برودواي على الإنترنت (الإنجليزية)
- إيدا كوكس على موقع أول ميوزيك (الإنجليزية)
- إيدا كوكس على موقع ديسكوغز (الإنجليزية)